# Viburnum aragonense
Viburnum aragonense är en desmeknoppsväxtart som beskrevs av Carlos Pau. Viburnum aragonense ingår i släktet olvonsläktet, och familjen desmeknoppsväxter. Inga underarter finns listade i Catalogue of Life.